# 小行星90396
小行星90396（90396 Franklopez）是一颗绕太阳运转的小行星，为主小行星带小行星。该小行星于2003年12月发现。
該小行星以美國天文店老闆法蘭克·洛佩茲（Frank Lopez）命名。

## 轨道参数
小行星90396的轨道半长轴为384 692 989 km（2.5714772 UA），离心率为0.089。